# Jogo aconchegante
Um jogo aconchegante é um gênero de videogame que enfatiza a não violência e o relaxamento. Inicialmente derivado do gênero de simulação de vida, os jogos aconchegantes geralmente incluem atividades como coletar e cultivar plantas e nutrir outros personagens. Eles geralmente têm objetivos abertos que incentivam a autoexpressão.
Embora os desenvolvedores tenham sugerido que o estilo pode ter aparecido em jogos como Little Computer People (1985) e The Sims (2000), ele se tornou um termo mais comum após o lançamento de Animal Crossing: New Horizons (2020), com dezenas de jogos usando-o como parte de seu marketing.

## Características

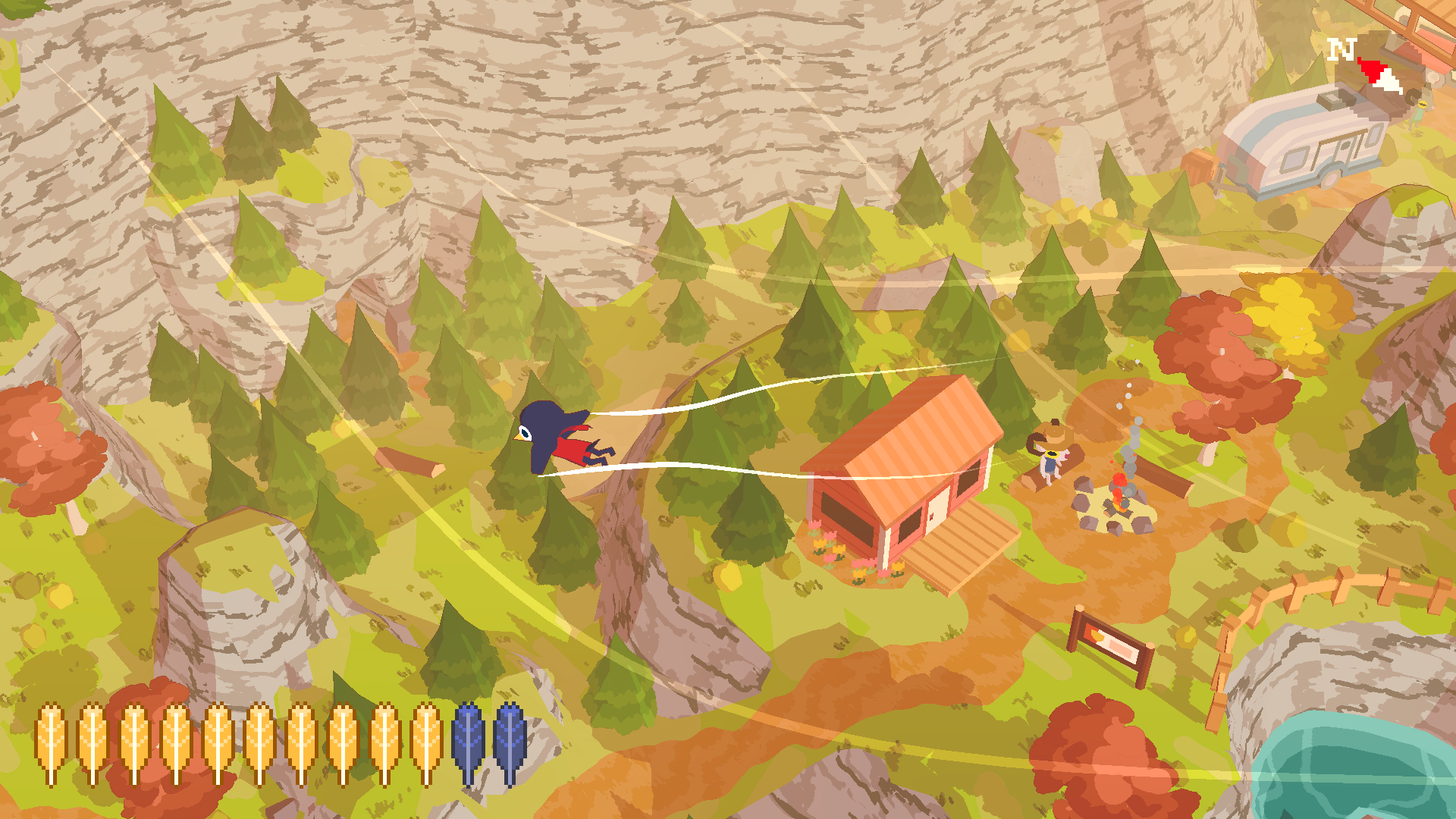
A Short Hike (2019), no qual o jogador explora um parque, foi descrito como um jogo aconchegante.

Colin Campbell, do GamesIndustry.biz, descreveu os jogos aconchegantes como videogames em que os jogadores geralmente realizam "atividades como agricultura, coleta, cultivo e criação" e geralmente ajudam outros personagens por meio de atos não violentos. Campbell resumiu que a essência dos jogos é a autoexpressão, que as metas de progressão geralmente são abertas e que, ao contrário de outros gêneros de jogos que aplicam mecânicas de jogabilidade, como tiro em primeira pessoa ou estratégia baseada em turnos, eles geralmente são definidos por seu impacto nos sentimentos do jogador.
De acordo com Carli Velocci, da CNN, os jogos aconchegantes são "um gênero amplo que abrange muitos tipos de jogos, de simuladores de fazenda a construtores de cidades, mas todos eles despertam uma sensação especial que pode ser difícil de explicar." Da mesma forma, Louryn Strampe, da Wired, descreveu o gênero como "feito para evocar sentimentos de calor, conforto e paz". A definição vaga gerou divergências e confusão entre os fãs do gênero sobre quais jogos são considerados "aconchegantes".
Campbell constatou que jogos aconchegantes geralmente apresentam personagens fofos, como animais antropomórficos ou humanos infantis. Personagens não jogáveis (NPCs) que são desagradáveis são frequentemente interpretados para efeito cômico. Alternativamente, Jess Rutland, da Game Developer, sugeriu que jogos aconchegantes envolviam jogabilidade satisfatória, mas não excessivamente desafiadora, cores complementares e música consciente. Campbell sugeriu em 2022 que os jogos aconchegantes visavam ir além das jogabilidades temáticas de "reunir e crescer", citando A Short Hike (2019) como exemplo. Rutland afirmou que os jogos aconchegantes eram o gênero mais acessível para pessoas que não se consideravam jogadores e eram mais fáceis de criar para desenvolvedores independentes menores.

## História
Alguns desenvolvedores sugeriram que o estilo evoluiu do jogo de simulação de vida, que se originou com jogos como Little Computer People (1985), Harvest Moon (1996), The Sims (2000) e Boku no Natsuyasumi (2000). A Vice sugeriu em 2018 que "o aconchego poderia (...) ser uma das tendências de design de jogos mais significativas dos últimos anos", observando seu híbrido de escapismo e a capacidade de atrair jogadores que não buscam uma jogabilidade orientada para a ação.
O lançamento de Animal Crossing: New Horizons (2020) da Nintendo durante os confinamentos da COVID-19 levou ao aumento da popularidade dos jogos aconchegantes; Campbell constatou que apenas "um punhado" das "dezenas" de jogos descritos como "aconchegantes" no distribuidor digital Steam foram lançados antes de 2020. Alexandre Stroukoff, um dos fundadores da Alblune que criou o jogo The Spirit and the Mouse, disse em 2022 que "As pessoas ficam deprimidas e precisam relaxar. Isso sempre existiu nos jogos, mas era uma ideia menos comercializável no passado. Agora, reconhecemos que é uma parte importante dos jogos." Além disso, o lançamento de Tiny Glade em setembro de 2024, um construtor de diorama, trouxe os jogos de construção de cidades para o gênero aconchegante. O jogo foi adicionado a mais de 800 mil listas de desejos antes de ser lançado.

## Influência cultural
As mercadorias de jogos aconchegantes como Animal Crossing foram expandidas para além da venda em sites dedicados, sendo conectadas a marcas como LEGO, Puma e Build-A-Bear.
Em 2023, a primeira linha oficial de produtos do The Sims foi lançada com uma resposta esmagadora, o que fez com que quase todos os itens fossem vendidos em menos de um dia. Rutland observou a influência da estética aconchegante inspirada pelos jogos nas mídias sociais. Isso incluiu a hashtag #CozyDeskSetup, cujo uso anual dobrou em março de 2024. Essas configurações ecoaram elementos dos jogos, como iluminação calma, móveis em tons pastéis ou suaves e acessórios de franquias populares de videogames aconchegantes.